# Heteropterna cressoni
Heteropterna cressoni är en tvåvingeart som först beskrevs av Fisher 1941.  Heteropterna cressoni ingår i släktet Heteropterna och familjen platthornsmyggor.
Artens utbredningsområde är Pennsylvania. Inga underarter finns listade i Catalogue of Life.